# Pygathrix nigripes
Pygathrix nigripes är en primat i släktet kostymapor som förekommer i södra Vietnam och i angränsande delar av Kambodja. Det svenska trivialnamnet svartbent kostymapa förekommer för arten.

## Utseende
Individerna når en kroppslängd (huvud och bål) av 55 till 63 cm och en svanslängd av 57 till 73 cm. Hannar är med cirka 11 kg tyngre än honor som når ungefär 8 kg vikt. Pälsen på övre delen av ryggen och på armarna är grå. På buken är den något ljusare. Arten har ett vitt skägg och ibland fortsätter den vita färgen på främre halsen. Ansiktets hud är främst blåaktig med undantag av påfallande gula ringar kring ögonen. Övre delen av huvudet och skuldrorna är täckta med svart päls. Även de bakre extremiteterna och händerna är svarta. Däremot är en fläck vid svansroten och själva svansen vita.

## Utbredning och habitat
Utbredningsområdet ligger öster om floden Mekong och norra om Ho Chi Minh-staden. Habitatet utgörs av olika slags skogar.

## Ekologi
Arten klättrar nästan uteslutande i växtligheten och är aktiv på dagen. Några hannar, flera honor och deras ungar bildar flockar som har upp till 50 medlemmar. Dessutom finns ungkarlsflockar. Flockarnas revir kan överlappa varandra.
Pygathrix nigripes äter främst omogna frukter och blad. Födan kompletteras med blommor och frön.
Honor kan para sig hela året men vanligen ligger ett till tre år mellan två födslar. Dräktigheten varar 180 till 190 dagar och sedan föds allmänt ett enda ungdjur. Denna kostymapa kan leva 30 år.

## Hot och status
Denna primat jagas för vissa kroppsdelars skull som används i den traditionella asiatiska medicinen. När ungdjur fångas för att hålla de som sällskapsdjur dödas ibland de tillhörande vuxna djuren. Framtida urbaniseringar uppskattas vara ytterligare ett hot. IUCN antar att beståndet minskade med 50 procent under de gångna 36 åren (tre generationer) och listar Pygathrix nigripes som starkt hotad (EN).